# Mosze Kulbak
Mosze Kulbak (jid. ‏משה קולבאַק‎, Mojsze Kulbak; ur. 8 marca?/20 marca 1896 w Smorgoniach, zm. 29 października 1937 w ZSRR) – żydowski poeta, prozaik  i publicysta tworzący w języku jidysz.

## Życiorys
Mosze Kulbak urodził się 20 marca 1896 roku w rodzinie żydowskiej w Smorgoniach na Wileńszczyźnie, jako syn leśnika Salomona i jego żony Simy. Odebrał tradycyjne wykształcenie religijne – najpierw w reformowanym chederze i świeckiej żydowsko-rosyjskiej szkole ludowej, a potem w wieku 18 lat w słynnej jesziwie w Wołożynie, zwanej „matką wszystkich nowoczesnych szkół żydowskich”, w której studiowali wcześniej tak wybitni pisarze jak Micha Berdyczewski czy Chajim Nachman Bialik. Wojna przerywa jego edukację. Od 1919 r. mieszkał w Wilnie, gdzie pracował jako nauczyciel, debiutując jednocześnie w 1920 r. tomikiem poezji Szirim (jid. ‏שירים‎, Pieśni) i szybko zyskując uznanie w środowisku literackim. Następnie w latach 1920-1923 przebywał w Berlinie, gdzie pracował w charakterze suflera, publikując jednocześnie dramat Jankew Frank (jid. ‏יעקבֿ פֿראַנק‎), inspirowany życiem mistyka Jakuba Franka. Po powrocie do Wilna ponownie pracował w charakterze nauczyciela literatury w jednym z żydowskich gimnazjów oraz w Żydowskim Seminarium Nauczycielskim. Z tego okresu pochodzą między innymi poemat Wilne (jid. ‏ווילנע‎, Wilno), powieść Montik (jid. ‏מאָנטיק‎, Poniedziałek) oraz wydany nakładem wydawnictwa Borysa Kleckina w 1929 r., trzytomowy zbiór dzieł Kulbaka.
Od 1929 r. mieszkał na terenie Białoruskiej Socjalistycznej Republiki Radzieckiej, gdzie dalej kontynuował karierę literacką. W 1937 r., w okresie wielkiej czystki, padł ofiarą represji stalinowskich i po aresztowaniu przez NKWD został osadzony w łagrze jako „polski szpieg” pod zarzutem działalności kontrrewolucyjnej. Dopiero z dokumentów, które córka Raja otrzymała w 1989 roku, okazało się, że został rozstrzelany 29 października 1937 roku. Jego ciało prawdopodobnie spoczywa w masowym grobie ofar stalinowskiego terroru w Kuropatach (dzisiejsze przedmieścia Mińska). W grudniu 1956 roku został zrehabilitowany: „bez powodu uznany za winnego”.

## Tłumaczenia twórczości na język polski
- Antologia poezji żydowskiej. Wybór oraz noty i przypisy Salomon Łastik, redakcja i słowo wstępne Arnold Słucki. Warszawa: Państwowy Instytut Wydawniczy, 1983, s. 237–252. ISBN 83-06-00865-0. (Szesnaście wierszy lub fragmentów poezji w tłumaczeniu Anny Kamieńskiej.)
- Mosze Kulbak: Mesjasz z rodu Efraima. Tłum. Krzysztof Czyżewski. Sejny: Fundacja Pogranicze i Ośrodek „Pogranicze – sztuk, kultur, narodów”, 2016, seria: Ex Oriente. ISBN 978-83-61388-27-2. Brak numerów stron w książce (Przekład z języka angielskiego[1].)